# Kanton Mauzé-sur-le-Mignon
Der Kanton Mauzé-sur-le-Mignon war bis 2015 ein französischer Wahlkreis im Arrondissement Niort, im Département Deux-Sèvres und in der Region Poitou-Charentes; sein Hauptort war Mauzé-sur-le-Mignon. Vertreter im Generalrat des Départements war zuletzt von 2004 bis 2015 Sébastien Dugleux (PS).
Der acht Gemeinden umfassende Kanton war 131,42 km² groß und hatte 6157 Einwohner (Stand: 1999). 

## Gemeinden
| Gemeinde               | Einwohner Jahr | Fläche km² | Bevölkerungsdichte | Code INSEE | Postleitzahl |
| ---------------------- | -------------- | ---------- | ------------------ | ---------- | ------------ |
| Le Bourdet             | 567 (2013)     | 8,3        | 68 Einw./km²       | 79046      | 79210        |
| Mauzé-sur-le-Mignon    | 2.755 (2013)   | 23,62      | 117 Einw./km²      | 79170      | 79210        |
| Priaires               | 122 (2013)     | 6,84       | 18 Einw./km²       | 79219      | 79210        |
| Prin-Deyrançon         | 629 (2013)     | 16,12      | 39 Einw./km²       | 79220      | 79210        |
| La Rochénard           | 589 (2013)     | 8,55       | 69 Einw./km²       | 79229      | 79210        |
| Saint-Georges-de-Rex   | 422 (2013)     | 17,63      | 24 Einw./km²       | 79254      | 79210        |
| Saint-Hilaire-la-Palud | 1.591 (2013)   | 34,12      | 47 Einw./km²       | 79257      | 79210        |
| Usseau                 | 893 (2013)     | 16,24      | 55 Einw./km²       | 79334      | 79210        |